# 日本小児皮膚科学会
日本小児皮膚科学会（にほんしょうにひふかがっかい、英称:The Japanese Society of Pediatric Dermatology）は、小児の皮膚に関する学会。

## 概要
1977年、発起人400名を中心に発足。現在の会員数は1,500名を超える。